# Iława
Iława (udtale: |iˈwava|lang| ( hør); tysk tyske Eylau (udtale:|dɔʏtʃ ˈʔaɪlaʊ|  ( hør)) er en by i det nordlige Polen med 32.276 indbyggere (2010) og et areal på 21,88 km². Det er hovedstaden i Powiat Iława i Voivodeship Warmian-Masurian.
Byen ligger i Iławskie Søområde, ved den længste sø i Polen - Jeziorak. Det er beliggende i området for det historiske Pomesania. Floderne Iławka og Tynwałd strømmer gennem Iława. I byens administrative område ligger den største indlandsø i Polen - Wielka Żuława, som har en permanent færgeforbindelse med byen. Byen ligger i Polens grønne lunger - et område præget af ren luft og biologisk mangfoldighed. Fra vest og nord er Iława omgivet af Iława søområde Landskabspark. Iława er et ferie-, paralympisk- og turistresort. I skoven lige uden for Iława er der to feriesteder drevet af  Polsk fjernsyn (Sarnówek og Tłokowisko) som feriested for stationens journalister. Fra Iława er der forbindelse til Østersøen gennem Jeziorak-søen og den historiske, unikke  Elbląg-kanalen

## Galleri
- Iława rådhus
- Tidligere kornmagasin på Sobieskiego gaden
- Iława Główna jernbanestation
- Gymnasium i Iława
- Jeziorak søen
- området set fra rummet